# Collegio elettorale di Sessa Aurunca (Camera dei deputati)
Il collegio di Sessa Aurunca fu un collegio elettorale uninominale della Repubblica Italiana per l'elezione della Camera dei deputati. Apparteneva alla circoscrizione Campania 2 e fu utilizzato per eleggere un deputato nella XII, XIII e XIV legislatura.
Venne istituito nel 1993 con la cosiddetta Legge Mattarella (Legge n. 277, Nuove norme per l'elezione della Camera dei deputati), attuata in seguito al referendum abrogativo del 1993. La legge istituì per la Camera dei deputati e per il Senato della Repubblica un sistema di elezione misto, in parte maggioritario e in parte proporzionale. Il 75% dei parlamentari dell'assemblea veniva eletto in collegi uninominali tramite sistema maggioritario a turno unico; il restante 25% alla Camera veniva eletto tramite sistema proporzionale con liste bloccate.
Il collegio venne abolito insieme a tutti gli altri che costituivano la Camera con la promulgazione della legge elettorale successiva, la cosiddetta Legge Calderoli. Questa prevedeva un sistema proporzionale con premio di maggioranza, che alla Camera veniva attribuito a livello nazionale.

## Territorio
Il collegio di Sessa Aurunca era uno dei 47 collegi uninominali in cui era suddivisa la Campania e, come previsto dal D.Lgs. del 20 dicembre 1993 n. 536, era interamente compreso nella provincia di Caserta e comprendeva i seguenti comuni: Caianello, Carinola, Cellole, Conca della Campania, Falciano del Massico, Galluccio, Marzano Appio, Mignano Monte Lungo, Mondragone, Pietramelara, Pietravairano, Presenzano, Riardo, Rocca d'Evandro, Roccamonfina, Roccaromana, San Pietro Infine, Sessa Aurunca, Teano, Tora e Piccilli e Vairano Patenora.

## Eletti
| Elezione | Elezione                | Deputato       | Partito                  |
| -------- | ----------------------- | -------------- | ------------------------ |
|          | 1994                    | Mario Landolfi | Alleanza Nazionale       |
|          | 1996                    | Mario Landolfi | Polo per le Libertà (AN) |
| 2001     | Casa delle Libertà (AN) | Mario Landolfi |                          |

## Dati elettorali

### XII legislatura

#### Risultati proporzionale
| Coalizioni        | Coalizioni                  | Liste                       | Liste                              | Voti   | %     |
| ----------------- | --------------------------- | --------------------------- | ---------------------------------- | ------ | ----- |
|                   | Progressisti                |                             | Partito Democratico della Sinistra | 8.885  | 13,02 |
|                   | Progressisti                | Rifondazione Comunista      | 2.972                              | 4,35   |       |
|                   | Progressisti                | Federazione dei Verdi       | 2.841                              | 4,16   |       |
|                   | Progressisti                | Partito Socialista Italiano | 2.406                              | 3,53   |       |
|                   | Progressisti                | Alleanza Democratica        | 861                                | 1,26   |       |
| Totale coalizione | Totale coalizione           | 17.965                      | 26,32                              |        |       |
|                   | Alleanza Nazionale          | Alleanza Nazionale          | Alleanza Nazionale                 | 17.557 | 25,72 |
|                   | Patto per l'Italia          |                             | Partito Popolare Italiano          | 9.784  | 14,34 |
|                   | Patto per l'Italia          | Patto Segni                 | 4.191                              | 6,14   |       |
| Totale coalizione | Totale coalizione           | 13.975                      | 20,48                              |        |       |
|                   | Forza Italia                | Forza Italia                | Forza Italia                       | 13.327 | 19,53 |
|                   | Lista Pannella              | Lista Pannella              | Lista Pannella                     | 1.787  | 2,62  |
|                   | Unità Popolare              | Unità Popolare              | Unità Popolare                     | 1.449  | 2,12  |
|                   | Unione Democratica Italiana | Unione Democratica Italiana | Unione Democratica Italiana        | 1.363  | 2,00  |
|                   | Socialdemocrazia            | Socialdemocrazia            | Socialdemocrazia                   | 404    | 0,59  |
|                   | Riformisti Irpini           | Riformisti Irpini           | Riformisti Irpini                  | 212    | 0,31  |
|                   | Alleanza Meridionale        | Alleanza Meridionale        | Alleanza Meridionale               | 210    | 0,31  |
| Totale            | Totale                      | Totale                      | Totale                             | 68.249 |       |

#### Risultati uninominale
|                               | Mario Landolfi ✔️ Eletto | Alleanza Nazionale                 | 18 271 | 25,64 |  |  |  |  |  |
|                               | Lorenzo Montecuollo      | Patto per l'Italia                 | 14 800 | 20,77 |  |  |  |  |  |
|                               | Bernardo Pirollo         | FI - CCD - UDC - PLD               | 13 174 | 18,48 |  |  |  |  |  |
|                               | Amato Lamberti           | Progressisti                       | 12 413 | 17,42 |  |  |  |  |  |
|                               | Luigi Verrengia          | Unione Democratica Italiana        | 8 985  | 12,61 |  |  |  |  |  |
|                               | Pasquale Ricciardone     | Unità Popolare                     | 2 150  | 3,02  |  |  |  |  |  |
|                               | Caterina Corse           | Lista Marco Pannella - Riformatori | 1 478  | 2,07  |  |  |  |  |  |
| Totale                        | Totale                   | Totale                             | 71 271 | 100   |  |  |  |  |  |
|                               |                          |                                    |        |       |  |  |  |  |  |
| Fonte: Ministero dell'interno |                          |                                    |        |       |  |  |  |  |  |

### XIII legislatura

#### Risultati proporzionale
| Coalizioni        | Coalizioni                         | Liste                                     | Liste                              | Voti   | %     |
| ----------------- | ---------------------------------- | ----------------------------------------- | ---------------------------------- | ------ | ----- |
|                   | Polo per le Libertà                |                                           | Alleanza Nazionale                 | 18.705 | 27,25 |
|                   | Polo per le Libertà                | Forza Italia                              | 13.068                             | 19,04  |       |
|                   | Polo per le Libertà                | CCD-CDU                                   | 6.961                              | 10,14  |       |
| Totale coalizione | Totale coalizione                  | 38.734                                    | 56,43                              |        |       |
|                   | L'Ulivo                            |                                           | Partito Democratico della Sinistra | 9.047  | 13,18 |
|                   | L'Ulivo                            | Popolari per Prodi (PPI-SVP-PRI-UD-Prodi) | 8.360                              | 12,18  |       |
|                   | L'Ulivo                            | Rinnovamento Italiano                     | 2.542                              | 3,70   |       |
|                   | L'Ulivo                            | Federazione dei Verdi                     | 1.353                              | 1,97   |       |
| Totale coalizione | Totale coalizione                  | 21.302                                    | 31,03                              |        |       |
|                   | Progressisti                       |                                           | Rifondazione Comunista             | 4.306  | 6,27  |
|                   | Movimento Sociale Fiamma Tricolore | Movimento Sociale Fiamma Tricolore        | Movimento Sociale Fiamma Tricolore | 1.304  | 1,90  |
|                   | Partito Socialista                 | Partito Socialista                        | Partito Socialista                 | 1.239  | 1,80  |
|                   | Lista Pannella - Sgarbi            | Lista Pannella - Sgarbi                   | Lista Pannella - Sgarbi            | 861    | 1,25  |
|                   | Movimento Rinascita Italiana       | Movimento Rinascita Italiana              | Movimento Rinascita Italiana       | 722    | 1,05  |
|                   | Patto per l'Agro                   | Patto per l'Agro                          | Patto per l'Agro                   | 180    | 0,26  |
| Totale            | Totale                             | Totale                                    | Totale                             | 68.648 |       |

#### Risultati uninominale
|                               | Mario Landolfi ✔️ Eletto  | Polo per le Libertà          | 31 760 | 45,79 |  |  |  |  |  |
|                               | Raffaele Achille Picierno | L'Ulivo                      | 29 438 | 42,44 |  |  |  |  |  |
|                               | Armando Stefanelli        | Movimento Rinascita Italiana | 4 953  | 7,14  |  |  |  |  |  |
|                               | Giuseppe Cecere           | Partito Socialista           | 3 212  | 4,63  |  |  |  |  |  |
| Totale                        | Totale                    | Totale                       | 69 363 | 100   |  |  |  |  |  |
|                               |                           |                              |        |       |  |  |  |  |  |
| Fonte: Ministero dell'interno |                           |                              |        |       |  |  |  |  |  |

### XIV legislatura

#### Risultati proporzionale
| Coalizioni        | Coalizioni              | Liste                   | Liste                                 | Voti   | %     |
| ----------------- | ----------------------- | ----------------------- | ------------------------------------- | ------ | ----- |
|                   | Casa delle Libertà      |                         | Forza Italia                          | 22.073 | 31,19 |
|                   | Casa delle Libertà      | Alleanza Nazionale      | 12.486                                | 17,65  |       |
|                   | Casa delle Libertà      | CCD-CDU                 | 4.087                                 | 5,78   |       |
|                   | Casa delle Libertà      | Nuovo PSI               | 541                                   | 0,76   |       |
| Totale coalizione | Totale coalizione       | 39.187                  | 55,38                                 |        |       |
|                   | L'Ulivo                 |                         | La Margherita (Dem - PPI - RI- UDEUR) | 9.305  | 13,15 |
|                   | L'Ulivo                 | Democratici di Sinistra | 7.306                                 | 10,32  |       |
|                   | L'Ulivo                 | Il Girasole (FdV - SDI) | 2.772                                 | 3,92   |       |
|                   | L'Ulivo                 | Comunisti Italiani      | 931                                   | 1,32   |       |
| Totale coalizione | Totale coalizione       | 20.314                  | 28,71                                 |        |       |
|                   | Democrazia Europea      | Democrazia Europea      | Democrazia Europea                    | 3.720  | 5,26  |
|                   | Lista Di Pietro         | Lista Di Pietro         | Lista Di Pietro                       | 2.512  | 3,55  |
|                   | Rifondazione Comunista  | Rifondazione Comunista  | Rifondazione Comunista                | 2.012  | 2,84  |
|                   | Fiamma Tricolore        | Fiamma Tricolore        | Fiamma Tricolore                      | 1.175  | 1,66  |
|                   | Lista Pannella - Bonino | Lista Pannella - Bonino | Lista Pannella - Bonino               | 885    | 1,25  |
|                   | Liberi e Forti          | Liberi e Forti          | Liberi e Forti                        | 346    | 0,49  |
|                   | Movimento delle Libertà | Movimento delle Libertà | Movimento delle Libertà               | 260    | 0,37  |
|                   | Socialisti Autonomisti  | Socialisti Autonomisti  | Socialisti Autonomisti                | 123    | 0,17  |
|                   | Abolizione scorporo     | Abolizione scorporo     | Abolizione scorporo                   | 121    | 0,17  |
|                   | Paese Nuovo             | Paese Nuovo             | Paese Nuovo                           | 106    | 0,15  |
| Totale            | Totale                  | Totale                  | Totale                                | 70.761 |       |

#### Risultati uninominale
|                               | Mario Landolfi ✔️ Eletto | Casa delle Libertà | 37 151 | 51,30 |  |  |  |  |  |
|                               | Michele Zannini          | L'Ulivo            | 26 713 | 36,89 |  |  |  |  |  |
|                               | Ciro Balbo               | Democrazia Europea | 4 340  | 5,99  |  |  |  |  |  |
|                               | Emilia Vigilante         | Lista Di Pietro    | 2 299  | 3,17  |  |  |  |  |  |
|                               | Giuseppe Paparelli       | Fiamma Tricolore   | 1 919  | 2,65  |  |  |  |  |  |
| Totale                        | Totale                   | Totale             | 72 422 | 100   |  |  |  |  |  |
|                               |                          |                    |        |       |  |  |  |  |  |
| Fonte: Ministero dell'interno |                          |                    |        |       |  |  |  |  |  |